# Graf-Zeppelin-Gymnasium
Das Graf-Zeppelin-Gymnasium (GZG) ist ein allgemeinbildendes, städtisches Gymnasium in der Innenstadt von Friedrichshafen, das nach Graf Ferdinand von Zeppelin benannt ist.

## Ausrichtung
Das Graf-Zeppelin-Gymnasium bietet das Abitur nach acht Schuljahren (G8) an. Die Schule bietet folgende Profile ab der achten Klasse an:
- das naturwissenschaftliche Profil (Profilfach NwT)
- das sprachliche Profil (Profilfach 3. Fremdsprache)
- das Sportprofil (Profilfach Sport)

In der 5. Klasse können sich Schüler bereits für das Sportprofil entscheiden. Der Besuch dieses Profils ist die Voraussetzung für die Wahl des Sportprofils ab der 8. Klasse.

## Gebäude
Das Gymnasium befindet sich in einem im Jahre 1911 als Latein- und Realschule errichteten Gebäude in der Katharinenstraße.

## Auszeichnungen und Projekte
- Fairtrade-School[5]
- Partnerschule des Sports[6]

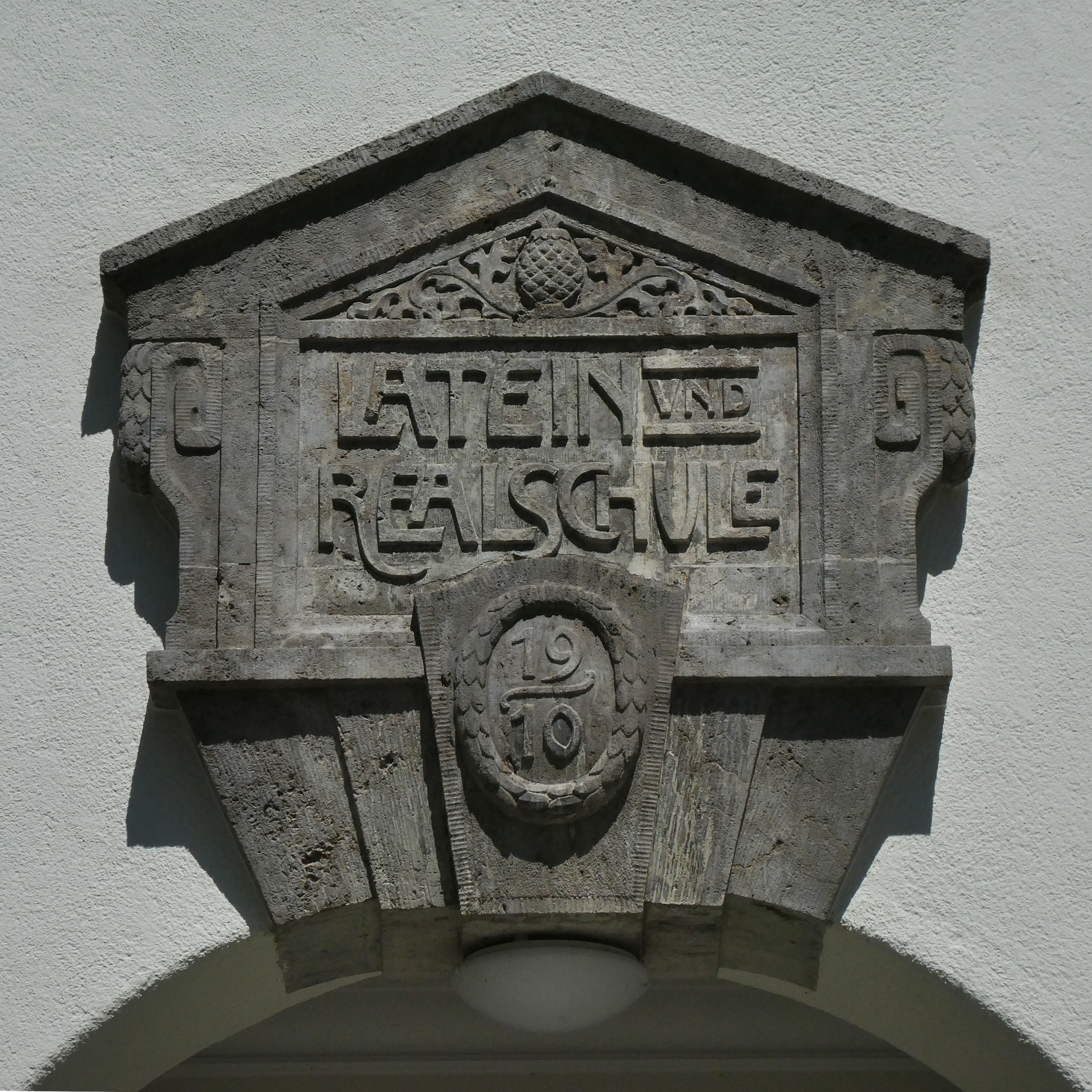
Relief mit Aufschrift am Graf-Zeppelin-Gymnasium („Latein- und Realschule)“

- Die Schule ist akkreditierte Erasmus+ Schule.[7]